# Relaciones Brasil-Ucrania
Las relaciones Brasil-Ucrania son las relaciones diplomáticas existentes entre la República Federativa del Brasil y Ucrania. Brasil y Ucrania son socios estratégicos y cooperan en comercio, tecnología espacial, educación, energía, asistencia sanitaria y defensa. Brasil reconoció la independencia de Ucrania el 26 de diciembre de 1991, y las relaciones bilaterales fueron establecidas el 11 de febrero de 1992. El desenvolvimiento reciente de una industria espacial ha fortalecido los lazos bilaterales entre los dos países. Ucrania considera a Brasil su socio clave en América Latina y ha sido un ferviente apoyador del intento brasileño de conseguir un asiento permanente en el Consejo de Seguridad de las Naciones Unidas.
Brasil tiene la tercera mayor población de ucranianos fuera de la antigua Unión Soviética, con aproximadamente 500,000 descendientes de ucranianos.

## Comparación
|                      | Ucrania                        | Brasil                                               |
| -------------------- | ------------------------------ | ---------------------------------------------------- |
| Población            | 42 418 235 hab.                | 207 700 000 hab.                                     |
| Extensión            | 603 628 km²                    | 8 516 000 km²                                        |
| Densidad Poblacional | 73,8 hab/km²                   | 24,66 hab/km²                                        |
| Capital              | Kiev                           | Brasilia                                             |
| Ciudad más poblada   | Kiev 2 962 180 (estimado 2021) | São Paulo 12 040 000 (21 242 939 Zona Metropolitana) |
| Forma de Gobierno    | República semipresidencialista | República Federal presidencialista                   |
| Primer Gobernante    | Leonid Kravchuk                | Emperador Pedro I                                    |
| Gobernante actual    | Presidente Volodymyr Zelensky  | Presidente Luiz Inácio Lula da Silva                 |
| Idioma oficial       | Ucraniano                      | Portugués                                            |

## Historia

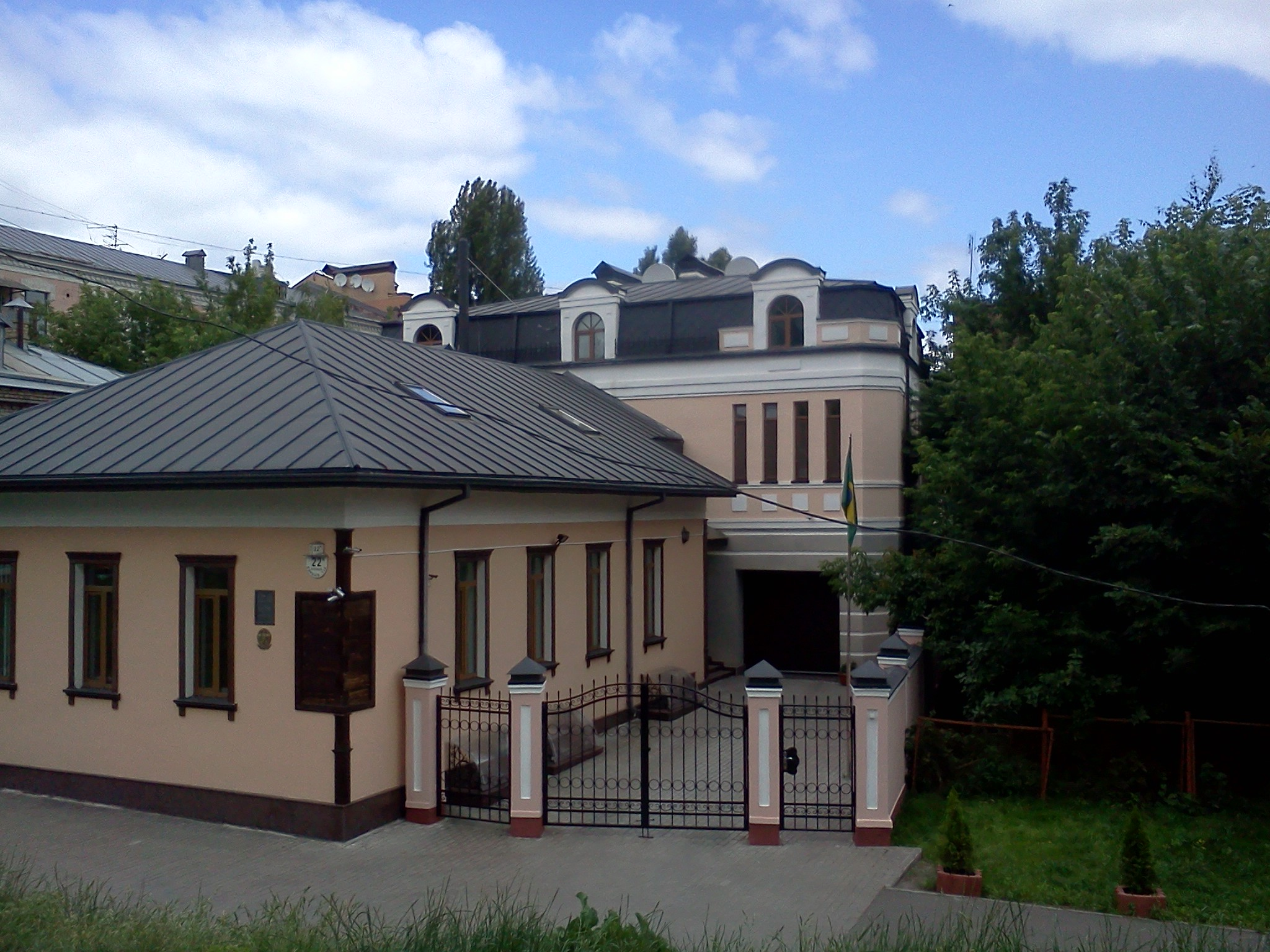
Embajada de Brasil en Kiev

Brasil reconoció la independencia de Ucrania el 26 de diciembre de 1991. Las relaciones bilaterales fueron establecidas dos meses después el 11 de febrero de 1992. Pero el diálogo de alto nivel comenzaría en octubre de 1995, cuando el presidente Leonid Kuchma hizo la primera visita oficial de un Presidente de Ucrania a Brasil. El presidente Fernando Henrique Cardoso visitó Ucrania en enero del 2002, convirtiéndose en el primer Presidente de Brasil en visitar Ucrania.
Los lazos bilaterales se incrementaron significativamente después de la investidura de Luiz Inácio Lula da Silva como presidente de Brasil. En septiembre del 2003, los presidentes de Ucrania y Brasil se encontraron en Nueva York, durante la quincuagésima octava sesión de la Asamblea General de las Naciones Unidas. El diálogo a nivel estatal continuó con las visitas oficiales del Presidente de Ucrania a Brasil en octubre del 2003, y la del Presidente de Brasil a Ucrania en 2004. El diálogo bilateral del más alto nivel continuó en septiembre del 2005, con la participación de los Presidentes de los dos países en la sexagésima sesión de la Asamblea General de las Naciones Unidas.
En noviembre del 2008, el ministro de Asuntos Estratégicos de la Presidencia de Brasil Roberto Mangabeira Unger, hizo una importante visita a Ucrania. La visita hizo que después se firmaran varios acuerdos bilaterales en los campos de defensa y tecnología espacial.
Un aumento de la cooperación bilateral se dio en el encuentro entre los dos presidentes en la sexagésima cuarta sesión de la Asamblea General de las Naciones Unidas en Nueva York el 22 de septiembre del 2009. Durante este encuentro, ambos presidentes acordaron establecer grupos de trabajo para preparar la visita del presidente Lula da Silva a Ucrania, que fue hecha en diciembre del 2009. Esta visita marcó un importante paso en el fortalecimiento de las relaciones bilaterales y estableció el estatus de socios estratégicos. Acuerdos en los campos de fabricación de aeronaves, defensa, tecnología, exploración espacial y energía nuclear, siguieron.
En abril del 2011, el Primer Ministro de Ucrania Mikola Azárov se reunió con el presidente de Brasil Dilma Rousseff en Sanya. Los dos discutieron una amplia gama de temas relacionados con la agenda bilateral, en particular el progreso del proyecto aeroespacial Brasilero-Ucraniano "Alcântara Cyclone Space". También hablaron sobre el aniversario número 120 del comienzo de la inmigración ucraniana en Brasil.
El presidente de Ucrania Víktor Yanukóvich hizo una visita de estado a Brasil el 25 de octubre del 2011. Durante el evento, ambos gobiernos emitieron una declaración conjunta que describe las áreas de cooperación para los años siguientes, con el objetivo de aumentar aún más la asociación bilateral.
El 27 de febrero de 2022, durante la invasión rusa de Ucrania, el presidente brasileño Jair Bolsonaro criticó al presidente ucraniano Volodímir Zelenski y afirmó que Brasil "adoptaría una postura neutral sobre Ucrania", no impondría sanciones a Rusia y que los ucranianos habían "confiado en un comediante  el destino de una nación". El 2 de marzo, Brasil aprobó la resolución ES-11/1 de la Asamblea General de la ONU exigiendo la retirada total de las fuerzas rusas. Bolsonaro perdió las elecciones generales de Brasil de 2022 frente a Luiz Inácio Lula da Silva, quien señaló repetidamente a la OTAN y a la UE como causantes de la invasión rusa de Ucrania, acusando a la primera de "reclamar para sí misma el derecho a instalar bases militares en las proximidades de otro país". Criticó a los líderes occidentales por "fomentar la guerra en lugar de centrarse en negociaciones a puerta cerrada" y por "no haber hecho lo suficiente para negociar con Rusia", al tiempo que culpó al presidente Zelenski de ser "tan responsable como Putin por la guerra". Luego, en abril de 2023, Lula sugirió que Ucrania debería "renunciar a Crimea" para poner fin a la guerra, diciendo que Zelenski "no puede quererlo todo".

## Misiones diplomáticas
- Brasil tiene una embajada en Kiev.
- Ucrania tiene una embajada en Brasilia.